# Jürgen Rühle

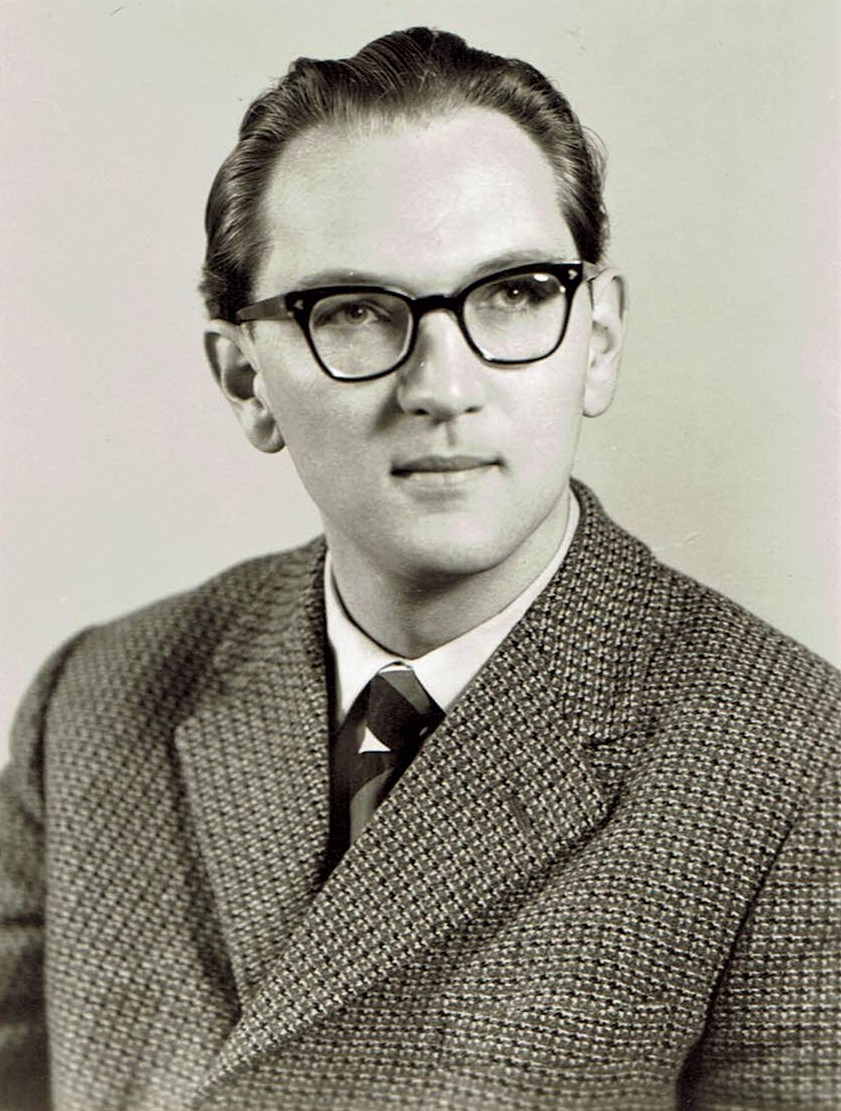
Jürgen Rühle (1958)

Jürgen Rühle (* 5. November 1924 in Berlin; † 29. Juni 1986 in Bonn), eigentlich Theo-Jürgen Albert Rühle, war ein deutscher Schriftsteller, Journalist, Herausgeber und Fernsehredakteur. Sein zentrales Thema als Autor zahlreicher kulturpolitischer und ideologiekritischer Bücher und Schriften war die Wechselbeziehung von Schriftstellern und Diktaturen. In zahlreichen Filmen für den Westdeutschen Rundfunk (WDR) nahm er zu Fragen der Bewältigung der deutschen Vergangenheit Stellung und wandte sich „gegen das Versinken in die Geschichtslosigkeit“. Der ÖTV-Vorsitzende Heinz Klunker nannte ihn einen streitbaren „Anti-Opportunisten und Gegen-Hierarchen“, der Literaturkritiker Marcel Reich-Ranicki einen „streitbaren Chronisten“, der „eine starke Wirkung ausgeübt“ habe.

## Die frühen Jahre (1924 bis 1950)
Jürgen Rühle wurde 1924 als einziges Kind von Martin Theodor Rühle und Marie Rühle, geb. Krause, in Berlin geboren und wuchs in Berlin-Moabit auf. Von 1931 bis 1935 besuchte er dort die Grundschule und im Anschluss daran die Menzel-Oberschule in Berlin-Moabit. Im Juli 1942 wurde er nach dem Abitur zur Wehrmacht eingezogen und im April 1943 an die Ostfront nach Russland versetzt. Im Juni 1944 stieg er zum Leutnant auf und erlebte 1945 das Kriegsende bei Pacov im noch deutsch besetzten Böhmen / Tschechoslowakei, wo er sich in sowjetische Kriegsgefangenschaft begeben musste. Er verbrachte seine Gefangenschaft zunächst in Pacov und Deutsch-Brod in Böhmen, den größten Teil aber im Arbeitseinsatz in Tscheljabinsk, einer russischen Großstadt am Ural. Dort war er ab 1947 als Dozent der Antifaschistenschule tätig und gründete zudem dort Kultur- und Theatergruppen. Obwohl er dabei auch die menschenverachtende Praxis des Sowjetsystems kennen lernte, war er dennoch zunächst vom Grundgedanken des Kommunismus angetan. Nach vier Jahren wurde er entlassen und kehrte im Mai 1949 nach Berlin zurück. Dort wohnte er in den westlichen Stadtteilen Lichterfelde (1950–1955) und Moabit (1949–1950, 1955–1957), begann aber dennoch seine journalistische Tätigkeit in Berlin-Mitte (damals Ostteil) im Juli 1949 als Volontär bei der Berliner Zeitung. Am 1. April 1950 wurde er dort Redakteur und kommissarischer Leiter des Kulturressorts. An der ebenfalls in Berlin-Mitte gelegenen Humboldt-Universität studierte er parallel dazu Germanistik, Philosophie, Literatur und Theaterkritik. Damals, so sagte er später, sei er geprägt worden von den Gedanken seiner Lehrer Alfred Kantorowicz, Hans Mayer, Victor Klemperer, Richard Hamann und Wolfgang Harich.
Im September 1950 heiratete er die Journalistin und spätere Schriftstellerin und Literaturkritikerin Sabine Brandt, im August 1951 kam sein einziger Sohn Dietrich zur Welt.

## Leben als Schriftsteller (1950 bis 1962)
Als Theaterkritiker und Feuilletonredakteur verfügte Rühle über ausgezeichnete Kontakte zur Schriftstellerszene Ostberlins und Intellektuellen wie Johannes R. Becher, Bert Brecht, Arnold Zweig, Ernst Bloch oder Georg Lukacz. Ab Herbst 1952 arbeitete er zudem regelmäßig als Theaterkritiker für die Wochenzeitung Sonntag im Berliner Ostteil. Die Familie behielt aber trotz vieler Verlockungen der ostdeutschen Führung ihren Wohnsitz im Westteil der Stadt. Als Gegner der stalinistischen Kulturpolitik gehörte er zu den Wortführern des „Neuen Kurses“ und des „Revisionismus“. Wegen seines persönlichen und publizistischen Engagements gegen die sozialistische Kulturpolitik wurde Rühle schon seit 1951 wiederholt in der SED-Parteipresse, im SED-Zentralkomitee sowie in der Staatlichen Kommission für Kunstangelegenheiten angegriffen. Nach dem Aufstand vom 17. Juni 1953 wirkte Rühle zusammen mit Johannes R. Becher, Bertolt Brecht und Ernst Bloch mit geringem Erfolg auf eine Lockerung der Zensur hin. Spätestens ab Mitte 1954 war es kaum noch möglich, schriftstellerisch frei zu schreiben. Zudem wuchs der Druck der ostdeutschen Machthaber auf Rühle, in den Ostteil der Stadt Berlin umzuziehen. Als die Lage für den unbequemen Journalisten politisch immer prekärer wurde, kündigte Rühle Ende 1954 unter einem Vorwand seine Anstellung bei der Berliner Zeitung und kehrte ab März 1955 aus Furcht vor politischer Verhaftung nicht mehr in den Ostteil Berlins zurück.
Im Westteil der Stadt schrieb er nun als freier Mitarbeiter für die Zeitschriften Der Monat (Berlin), Das Parlament (Bonn), Die Welt (Hamburg), Der Spiegel (Hamburg), Stuttgarter Zeitung, Die Zeit (Frankfurt), Forum (Wien), die Problems of Communism (Washington) und nicht zuletzt auch für die BBC in London. In dieser Zeit entstand auch sein erstes größeres Werk Das gefesselte Theater, in dem er den deutschen Lesern erstmals den Verfall des sowjetischen Theaters von seinen revolutionären Anfängen bis zur stalinistischen Anpassung beschrieb.
Aber ein Verbleib war für exponierte Gegner des ostdeutschen Regimes damals selbst im Westteil Berlins nicht sicher. Gegenüber Rühle gab es mindestens einen konkreten Entführungsversuch des ostdeutschen „Ministeriums für Staatssicherheit“. Zudem wurden ständig er und seine Familie, bis hin zum Kindergartenbesuch des Sohnes, beschattet. Man hatte die vielen Schicksale wie das des aus dem Westen entführten und später in Moskau hingerichteten Walter Linse vor Augen. Am 1. November 1956 trat Rühle als hauptamtlicher Lektor in den Verlag Kiepenheuer & Witsch in Köln ein. Als Lektor betreute er unter anderem den Autor Manès Sperber und verantwortete deutsche Erstausgaben von russischen Autoren, so zum Beispiel im Jahre 1958 den Roman „Wir“ des sowjetischen Dissidenten Jewgeni Samjatin. Anfang 1958 zog die Familie auf dem Luftweg nach Köln um.
1960 erschien Rühles noch reichhaltigeres und ehrgeizigeres Buch Literatur und Revolution. Hierin beschränkte er seine Untersuchungen nicht auf die Sowjetunion, sondern erweiterte sie auf Deutschland und einige andere europäische Nationen. Beide Werke zeigten, dass Rühle ein guter Kenner der marxistischen Literatur und der Praktiken der stalinistischen Kulturpolitik war. Vor allem Literatur und Revolution war bis zur europäischen Öffnung 1990 einmalig hinsichtlich seiner zusammengetragenen Quellen und dadurch ein Standardwerk, das auch in spanischer (1963) und englisch-amerikanischer (1969) Fassung erschienen ist. Ebenfalls 1960 gab Rühle die Sammlung Der Prozeß beginnt über die damals neueren russischen Erzähler heraus. Sein letztes Werk, eine grundlegende Aktualisierung seines Buches Literatur und Revolution von 1960, erschien erst 1987 nach seinem Tod.
Von 1959 bis etwa 1964 setzte sich Rühle zusammen mit seiner Frau Sabine im „Kongress für kulturelle Freiheit“ („Congress for Cultural Freedom“, CCF) für die Freiheit politischer Gefangenen ein, insbesondere solcher in der DDR, z. B. Günter Zehm, Heinz Brandt, Walter Janka und Siegfried Ihle. Die Eheleute Rühle pflegten hier eine enge Zusammenarbeit mit Heinrich Böll, Manès Sperber, Marcel Reich-Ranicki, Wolfgang Leonhard, Friedrich Torberg, François Bondy, Carola Stern und vielen anderen. Aus diesem Umfeld heraus waren sie auch an der Gründung der deutschen Sektion von Amnesty International beteiligt. Die bundesdeutsche Sektion von Amnesty International wurde Ende am 28. Juli 1961 in Köln gegründet und am 25. September 1961 als erste Sektion noch unter dem Namen „Amnestie-Appell“ in das Vereinsregister eingetragen (Ende September 1962 umgeschrieben auf den neuen Namen Amnesty International).

## Leben als Filmemacher (1963 bis 1985)

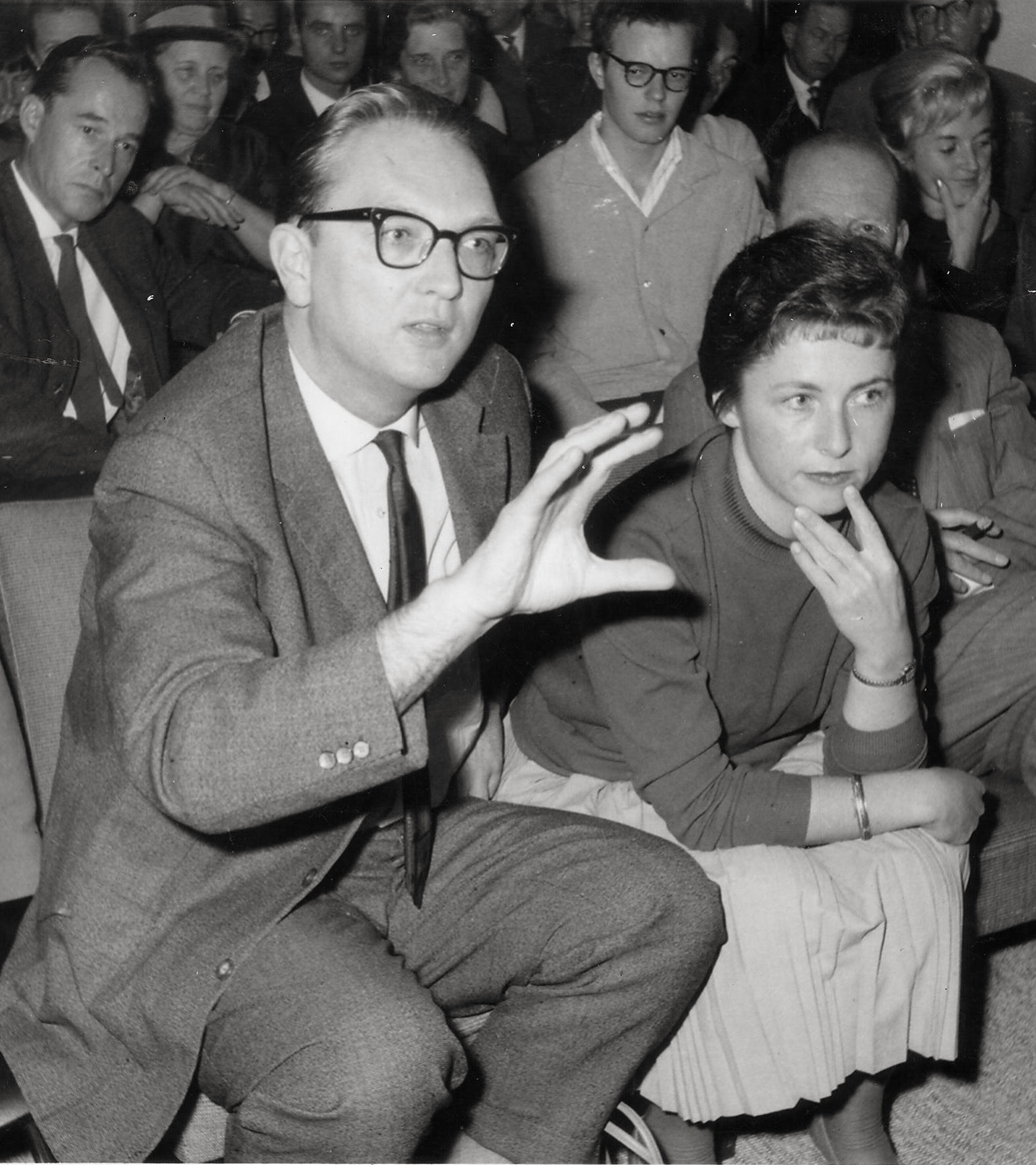
Jürgen und Sabine Rühle 1960

Zum 1. Januar 1963 wechselte er zum Westdeutschen Rundfunk in Köln. Dort übernahm er innerhalb der Hauptabteilung Zeitgeschehen die Leitung der Redaktion Diesseits und jenseits der Zonengrenze. Dabei ging es in erster Linie um innerdeutsche Themen und die DDR-Berichterstattung. Als Leiter der bald in Ost / West-Redaktion (1963 bis 1973) umbenannten Redaktion und später als Leiter der Redaktion Geschichte / Zeitgeschichte (1973 bis 1985) führte er einen neuen Stil in die politische Berichterstattung ein. Jürgen Rühle gilt als einer der Pioniere des deutschen Geschichtsfernsehens und im WDR als eine der markantesten Persönlichkeiten seiner Zeit. Sein Hauptthema war die deutsche Frage. In 22 Jahren verantwortete er über 500 Sendungen, von denen er zum Teil auch Autor war. Rühle experimentierte mit verschiedenen Formen der Geschichts- und Zeitgeschichtsdarstellung und brach mit der bis dahin üblichen Berichterstattung, indem er die politischen Ereignisse auch aus dem Blickwinkel der kommunistischen Staaten schilderte und als Erster in seinen Filmen auch Filmmaterial aus diesen Staaten verwendete. Seine neue Art, Gegenwartsgeschichte ohne ideologische Vorgaben zu behandeln, brachte ihm naturgemäß Kritik von ganz unterschiedlichen Seiten ein: Das faschistische Spanien fühlte sich ebenso falsch behandelt wie das kommunistische Polen, die CSU stellte im Bundestag eine Anfrage wegen eines Ulbricht-Interviews, und Rühle erhielt sogar eine (erfolglose) Anzeige wegen Volksverhetzung. In der umstrittenen Produktion Wem gehört der Osten? Europa jenseits der Oder (1968) griff Rühle das „heiße Eisen“ der Anerkennung der Oder-Neiße-Linie auf. Durch Abkehr von der bis dahin eher einseitigen Sicht des Kalten Krieges nahm er die spätere, damals in Westdeutschland noch sehr umstrittene neue Ostpolitik Willy Brandts vorweg, mit der er sich sehr identifizierte. In Sendereihen wie Spuren (hier befasste er sich mit deutscher Geschichte und europäischer Revolutionsgeschichte), Gestern (Auseinandersetzung mit dem Nationalsozialismus), Justiz der Alliierten und Vaterland – Erinnerungen an die deutsche Geschichte stellte er die deutsche Frage immer wieder zur Diskussion. Dabei beschäftigte er so profilierte Autoren wie Ralph Giordano, Wanda Brońska-Pampuch, Edith Scholz, Paul Karalus, Carl-Ferdinand Siegfried, Dieter Kronzucker, Klaus Liebe, Erika von Hornstein, Roshan Dhunjiboy und Olrik Breckoff, die gleichzeitig auch zu seinen Freunden zählten. Sein filmischer Höhepunkt war im März 1980 die Verleihung des Adolf-Grimme-Preises in Silber für seine begleitende Dokumentation Endlösung zu der Ausstrahlung der Filmserie Holocaust im Januar 1979, was beides erstmals zu einer in der Bundesrepublik bis dahin nicht gekannten Beschäftigung mit dem Thema der Judenvernichtung führte. Ein weiterer viel beachteter Höhepunkt in der Vielzahl seiner Sendungen war 1983 der Film Jene Tage im Juni, der erstmals im Westen den missglückten Arbeiteraufstand vom 17. Juni 1953 unvoreingenommen und ohne Verklärung aufarbeitete.
Die Ehe mit Sabine Brandt (1927–2018) wurde im Dezember 1975 formal geschieden. 1978 heiratete Rühle Ilse Spittmann, geb. Streblow (1930–2022), Leiterin des Kölner Deutschland Archivs (ursprünglich SBZ-Archiv). Rühle war nie Mitglied einer politischen Partei. Am 29. Juli 1985 verließ Rühle den WDR, um im Ruhestand noch einige Schriften fertigzustellen. 11 Monate später starb er mit 61 Jahren bei einem Besuch in Bonn an einem Herzinfarkt. Sein Freund Ralph Giordano hielt die Grabrede.

## Schriften (Auswahl)
- Das gefesselte Theater. Kiepenheuer & Witsch, Berlin/Köln, 1957.
- Literatur und Revolution. Kiepenheuer & Witsch, Berlin/Köln, 1960.
- Der Prozeß beginnt. (Hrsg.),Kiepenheuer & Witsch, Berlin/Köln, 1960.
- Die Schriftsteller und der Kommunismus in Deutschland. Sonderedition für das Ministerium für gesamtdeutsche Fragen (mit Sabine Brandt), Kiepenheuer & Witsch, Berlin/Köln, 1960.
- Literatura y Revolucion. Übers. Manuael Orta Manzano, Verlag Luis de Caralt, Barcelona 1963, No. Registro 1202–1962.
- Russische Dramatik im 19. und 20. Jahrhundert, Gogol, Ostrowskij, Tolstoij, Gorkij, Majakowskij, Tschechow in Welttheater: Bühnen, Autoren, Inszenierungen, S. Melchinger / H. Rischbieter (Hrsg.), Georg Westermann Verlag, Braunschweig 1962, S. 287–300.
- Theater und Revolution. Dt. Taschenbuch Verlag., München, 1963.
- Literatur und Revolution. Verlag Droemer/Knaur, München, 1963.
- Vorwort in Liebesbriefe Lilja von Wladimir Majakowskij, Dt. Taschenbuch Verlag., München, 1965.
- Literatur und Gesellschaft in der DDR in Mitteldeutsche Vorträge (mit Sabine Brandt), Kammwegverlag, Troisdorf, 1969, S. 5 ff.
- Hoffnung und Trauerflor in Gespräche mit Ernst Bloch. R. Traub / H. Wiesner (Hrsg.), Edition Suhrkamp, Frankfurt, 1975, ISBN 3-518-10798-X, S. 13–27.
- Rezension von Kaukasischer Kreidekreis in Brecht in der Kritik: Rezensionen aller Brecht-Uraufführungen, Kindler Verlag, München, 1977, ISBN 3-463-00699-5, S. 264–267.
- Vorwort in Literatur als Geschichte – Zwei Streitschriften von Paul Rilla, C.H.Beck Verlag, München, 1978, ISBN 978-3-406-06764-8.
- Literature and Revolution. Übers. Jean Steinberg, Verlag Frederick A. Praeger, New York/Washington/London und Pall Mall Press, London, beides 1969, ISBN 978-0-269-67313-9.
- 13. August 1961 (zusammen mit Gunter Holzweißig), Edition Deutschland Archiv, Köln, 1981, ISBN 3-8046-0315-7.
- Beiträge über Alexander Ostrowski (S. 204 ff.), Maxim Gorki (S. 204 ff.) und Jewgnij Schwarz (S. 312 f.) in Welttheater: Theatergeschichte, Autoren, Stücke, Inszenierungen (German Edition), Georg Westermann Verlag, Braunschweig, 1985, 3. Aufl., ISBN 3-07-508883-8, S. 204–207, 227–231 bzw. 312–313.
- Die Hohenstaufen in Deutsche Geschichte (mit Volker Schneider), Tele-Manuskriptdienst BR/WDR, München, S. 113 ff.
- Literatur und Revolution. Büchergilde Gutenberg, Frankfurt/M., 1987, ISBN 3-7632-2740-7.